# Namirea
Namirea es un género de arañas migalomorfas de la familia Dipluridae. Se encuentra en Australia en Queensland y Nueva Gales del Sur.

## Lista de especies
Según The World Spider Catalog 11.5:
- Namirea dougwallacei Raven, 1993
- Namirea eungella Raven, 1984
- Namirea fallax Raven, 1984
- Namirea insularis Raven, 1984
- Namirea johnlyonsi Raven, 1993
- Namirea montislewisi Raven, 1984
- Namirea planipes Raven, 1984